# 2019 au Honduras
Cet article présente les faits marquants de l'année 2019 au Honduras.

## Évènements
- 2 octobre : début du procès aux États-Unis de Juan Antonio Tony Hernández Alvarado, ex-député et frère du président du Honduras Juan Orlando Hernández, car Juan Antonio est accusé de trafic de drogue - d'avoir exporté plusieurs tonnes de cocaïne vers les États-Unis - de possession d'armes, et d'être lié aux meurtres de deux narcotrafiquants rivaux[1],[2] ; le scandale devient politique car son frère le président Juan Orlando Hernández et son prédécesseur l'ex-président Porfirio Lobo sont soupçonnés d'avoir utilisé l'argent de la drogue pour financer leurs campagnes électorales de 2009 et 2013[2]. Le 18 octobre 2019 : Juan Antonio Hernández Alvarado est déclaré coupable de trafic de drogue par un jury populaire d'un tribunal fédéral de New-York[3].
- 9 octobre : début des manifestations puis émeutes pour exiger la démission du président et la tenue d'élections anticipées.
- 20 décembre : fusillade dans la prison de Tela.